# Succivo
 Succivo  község (comune) Olaszország Campania régiójában, Caserta megyében.

## Fekvése
A megye déli részén fekszik, Nápolytól 15  km-re északra, Caserta városától 13 km-re délnyugati irányban. Határai: Cesa, Gricignano di Aversa, Marcianise, Orta di Atella és Sant’Arpino.

## Története
Első említése a 11. századból származik. A következő századokban nemesi birtok volt. A 19. században nyerte el önállóságát, amikor a Nápolyi Királyságban felszámolták a feudalizmust.

## Népessége
A népesség számának alakulása:

## Főbb látnivalói
- Santa Maria Assunta-templom